# Валишин, Аглиулла Хисматович
Аглиулла Хисматович Валишин (17 апреля 1923 года — 5 мая 1961 года) — советский военнослужащий, полный кавалер ордена Славы. Наводчик ручного пулемета моторизированного батальона автоматчиков (61-я гвардейская бригада, 10-й гвардейский танковый Уральский добровольческий корпус, 1-я гвардейская танковая армия) гвардии рядовой.

## Биография
Аглиулла Хисматович Валишин (Александр Харитонович Васильев) родился 17 апреля 1923 года в д. Метевбаш Белебеевского района Башкирской АССР.
Башкир. Он рано остался без мамы. Отец воспитывал сына. Отдал его в восьмилетнем возрасте в деревенскую школу.
Когда Аглиулле едва исполнилось девять лет, скончался отец. Аглиулла попал в Белебеевский детский дом (1932—1936 гг.), где его записали как Александр Харитонович Васильев.
В 1936 году Аглиуллу-Сашу отправили в Уфимский детский дом, а через два года — в Свердловск, где он жил в детдоме и учился в школе ФЗО (фабрично-заводское обучение). Затем он работал на Уралмаше в Свердловске. Саша Васильев стал сборщиком, осваивал воинские специальности в ОСОАВИАХИМе.
В Советскую Армию ушел добровольцем в мае 1943 г. через Молотовский райвоенкомат г. Свердловска.
После войны А. X. Валишин вернулся на родину, работал кладовщиком в колхозе, налоговым агентом финансового отдела исполкома Белебеевского районного Совета депутатов трудящихся.
Умер в 1966 году, похоронен в г. Белебее.

## Подвиг
Наводчик ручного пулемета моторизированного батальона автоматчиков (61-я гвардейская бригада, 10-й гвардейский танковый Уральский добровольческий корпус, 1-я гвардейская танковая армия) гвардии рядовой А. X. Валишин отличился в бою за д. Олыпаница Львовской области 27 июля 1944 года Отражая контратаку, он уничтожил 10 гитлеровцев, рассеял до взвода пехоты врага. За этот подвиг А. X. Валишин 28 августа 1944 г. награждён орденом Славы III степени.
Автоматчик-разведчик взвода роты управления 61-й гвардейской танковой бригады гвардии рядовой А.X.Валышин 20 января 1945 г. в районе г. Бурзенин (Польша), находясь в разведке в тылу врага, встретился с группой немцев. Вступив в бой с ними, он огнём автомата убил 8 солдат и гранатами уничтожил станковый пулемет вместе с расчетом. Возвращаясь в свою часть, А.X.Валышин обнаружил засаду гитлеровцев, внезапно напал на них, убил 7, 4 взял в плен. За проявленное мужество и героизм А.X.Валышин 2 апреля 1945 г. награждён орденом Славы II степени.
Автоматчик-разведчик взвода роты управления 61-й гвардейской танковой бригады гвардии младший сержант А. X. Валишин 16 марта 1945 года, ведя разведку возле д. Вольдорф (Германия), обнаружил дорогу для прохождения танков, проверил её на минирование и сообщил командованию бригады и 72-й стрелковой дивизии, действующей с левого фланга бригады. Возвращаясь из разведки, он встретился с группой немцев, 6 убил и 2 захватил в плен.
17 марта 1945 года на подступах к г. Нойштадт А.X.Валишин, ведя разведку, обнаружил у железнодорожного моста группу гитлеровцев, убил 7 и 2 захватил в плен с ценными документами.
18-20 марта, производя разведку в районе деревень Лойер-Клей, Пейзамер, Регенздорф (Германия), обнаружил группу гитлеровцев, вступил с ними в бой, уничтожил 13 немцев, а 3, в том числе офицера, взял в плен.
За мужество и отвагу, проявленные в боях, А. X. Валишин 27 июня 1945 г. награждён орденом Славы I степени.

## Награды
Награждён орденами Отечественной войны II степени, Красной Звезды (15.05.1945), Славы I (26.7.1945), II (24.04.1945) и III (22.04.1944) степени.

## Память
В дереве Метевбашево Белебеевского района Башкортостана, на доме, в котором жил Валишин (Васильев) А. Х., установлена мемориальная доска.